# Синтаксин-3
STX3 (англ. Syntaxin 3) – білок, який кодується однойменним геном, розташованим у людей на короткому плечі 11-ї хромосоми. Довжина поліпептидного ланцюга білка становить 289 амінокислот, а молекулярна маса — 33 155.
| 10         |  | 20         |  | 30         |  | 40         |  | 50         |
| ---------- |  | ---------- |  | ---------- |  | ---------- |  | ---------- |
| MKDRLEQLKA |  | KQLTQDDDTD |  | AVEIAIDNTA |  | FMDEFFSEIE |  | ETRLNIDKIS |
| EHVEEAKKLY |  | SIILSAPIPE |  | PKTKDDLEQL |  | TTEIKKRANN |  | VRNKLKSMEK |
| HIEEDEVRSS |  | ADLRIRKSQH |  | SVLSRKFVEV |  | MTKYNEAQVD |  | FRERSKGRIQ |
| RQLEITGKKT |  | TDEELEEMLE |  | SGNPAIFTSG |  | IIDSQISKQA |  | LSEIEGRHKD |
| IVRLESSIKE |  | LHDMFMDIAM |  | LVENQGEMLD |  | NIELNVMHTV |  | DHVEKARDET |
| KKAVKYQSQA |  | RKKLIIIIVL |  | VVVLLGILAL |  | IIGLSVGLN  |  |            |

A: Аланін

D: Аспарагінова кислота

E: Глутамінова кислота

F: Фенілаланін

G: Гліцин

H: Гістидин

I: Ізолейцин

K: Лізин

L: Лейцин

M: Метіонін

N: Аспарагін

P: Пролін

Q: Глутамін

R: Аргінін

S: Серин

T: Треонін

V: Валін

Задіяний у таких біологічних процесах, як транспорт, альтернативний сплайсинг. 
Локалізований у мембрані.